# Gulbröstad savspett
Gulbröstad savspett (Sphyrapicus varius) är en nordamerikansk fågel i familjen hackspettar i ordningen hackspettartade fåglar, och som namnet avslöjar, känd för vanan att dricka sav. Arten är den enda nordamerikanska hackspetten som är en utpräglad flyttfågel.

## Kännetecken

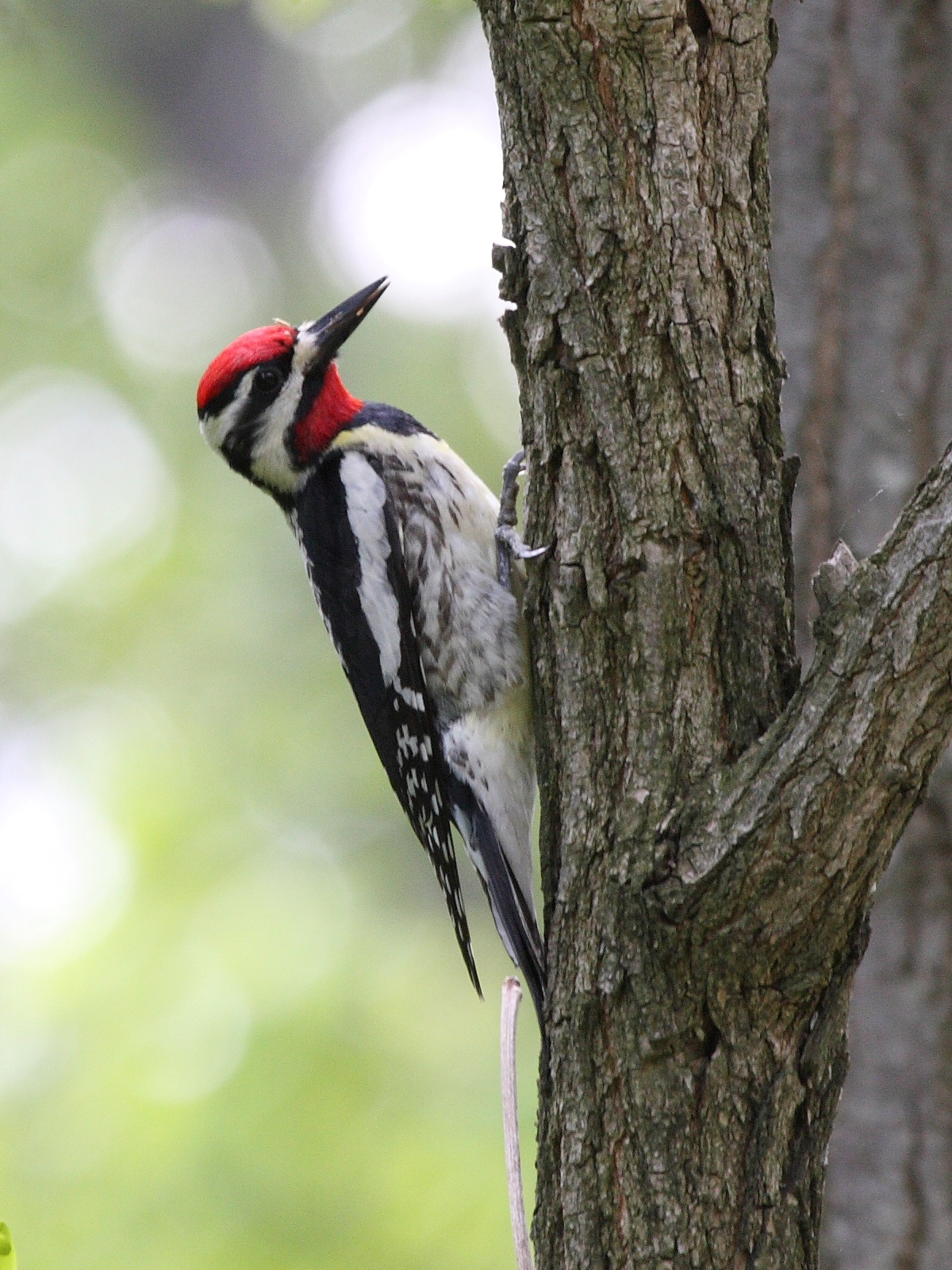
Hane gulbröstad savspett.

### Utseende
Gulbröstad savspett är en svartvit tunnäbbad hackspett med en kroppslängd på 18-21 centimeter. Adulta fåglar har röd hjässa, hanen även röd strupe (honans är vit) som inramas av ett svart band som vidgar sig till en svart fläck på övre delen av bröstet. Nedre delen av bröstet är som artens namn avslöjar gulaktigt. På sidan av huvudet syns svarta och vita längsgående band och på vingen en avlång vit fläck. Ryggen är finbrokigt svartvitmönstrad.
Den närbesläktade arten rödnackad savspett (S. nuchalis) har mer rött på huvudet och mer svart på huvud och rygg. Den har även alltid en röd fläck i nacken som endast undantagsvis den gulbröstade savspetten har.

### Läte
Gulbröstad savspett yttrar ett nasalt, jamande läte. Den trummar kort med fem snabba slag, följt av en avstannande serie med inslag av dubbelslag.

## Utbredning och systematik
Gulbröstad savspett förekommer i Nordamerika, i Yukon, Kanada och USA, och övervintrar från sydöstra USA till Panama. Den är en mycket sällsynt gäst i Europa, med två fynd på Island 1961 och 2007 samt ett vardera i Storbritannien 1975, Irland 1988 och på Azorerna 2008.

Utbredningsområdet för gulbröstad savspett.

Fågeln behandlas som monotypisk, det vill säga att den inte delas in i några underarter. Den är mycket nära släkt med både rödhuvad savspett (S. ruber) och rödnackad savspett (S. nuchalis) och dessa taxon behandlades tidigare som en och samma art. 

## Levnadssätt
Som namnet avslöjar har gulbröstad savspett vanan att dricka sav. Den borrar små grunda hål i barken på träd och lapar upp den sav som rinner ut, med sin för ändamålet anpassade borstspetsade tunga. Fågeln väljer företrädesvis sjuka eller skadade träd, framför allt träd med hög sockerhalt i saven, som sockerlönn, hickory, pappersbjörk och gulbjörk. Den lever även av insekter som dras till saven, framför allt myror. Utöver de karakteristiska raderna med hål som den lämnar i barken på träd lever den ett mer diskret liv än de flesta hackspettar i Nordamerika.

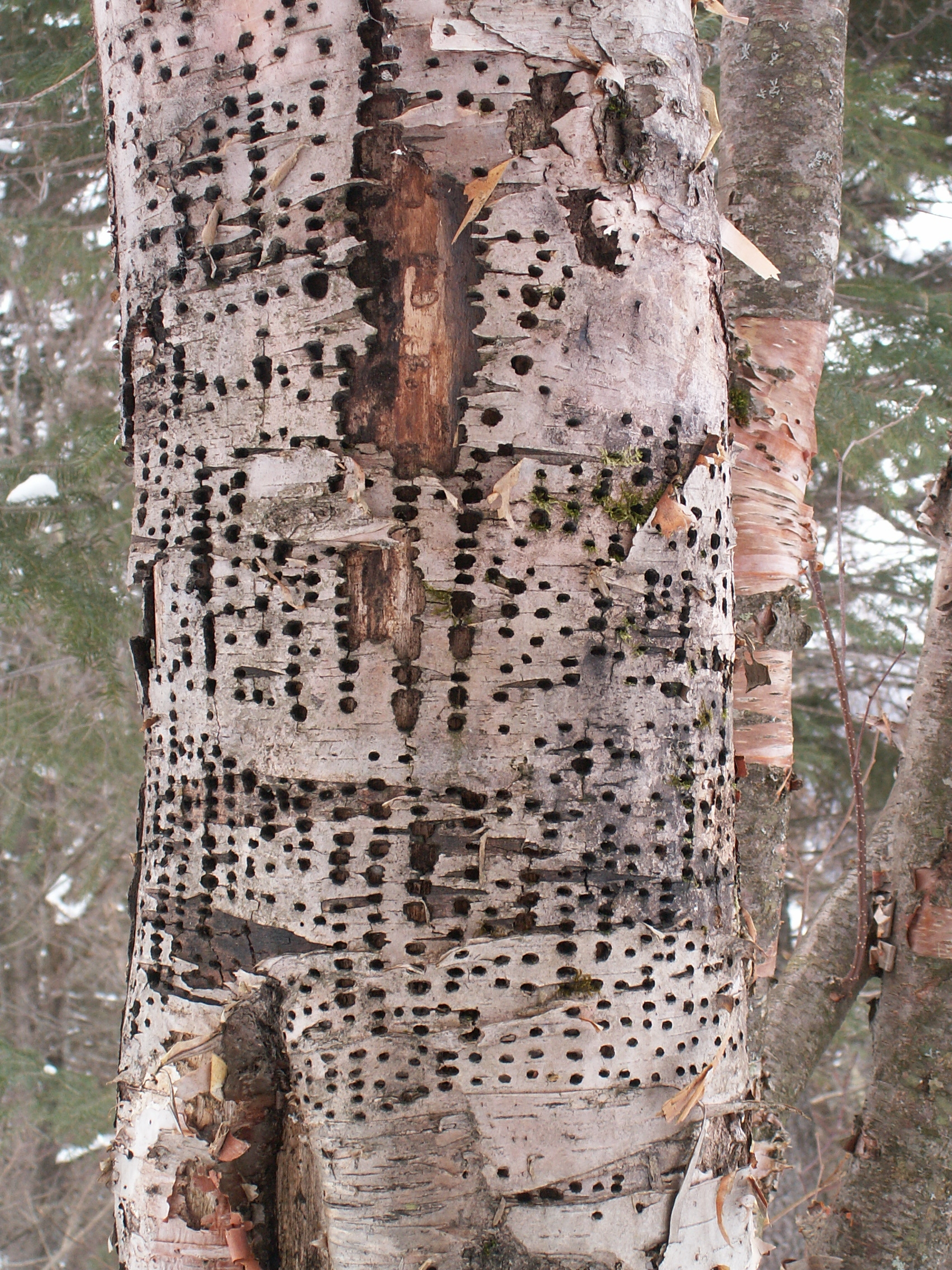
Karakteristiska savtappningshål av gulbröstad savspett.

Till skillnad från andra hackspettar är fågeln på grund av sina vanor inte beroende av död ved och döda träd, annat än för bobygge. Istället påträffas den vår och sommar i ungskog, på igenväxande hyggen och i skogsbryn, där det finns stor tillgång på savande träd. Den kan också ses i fruktträdgårdar där den förutom sav även intar frukt. Vintertid ses den i mer varierande skogstyper.

### Häckning
Gulbröstad savspett häckar som många andra hackspettar i trädhål. Det är framför allt hanen som hackar ut boet, ett arbete som tar två till tre veckor. Honan lägger en kull med fyra till sex vita ägg direkt på spånen som ruvas i tio till 13 dagar.

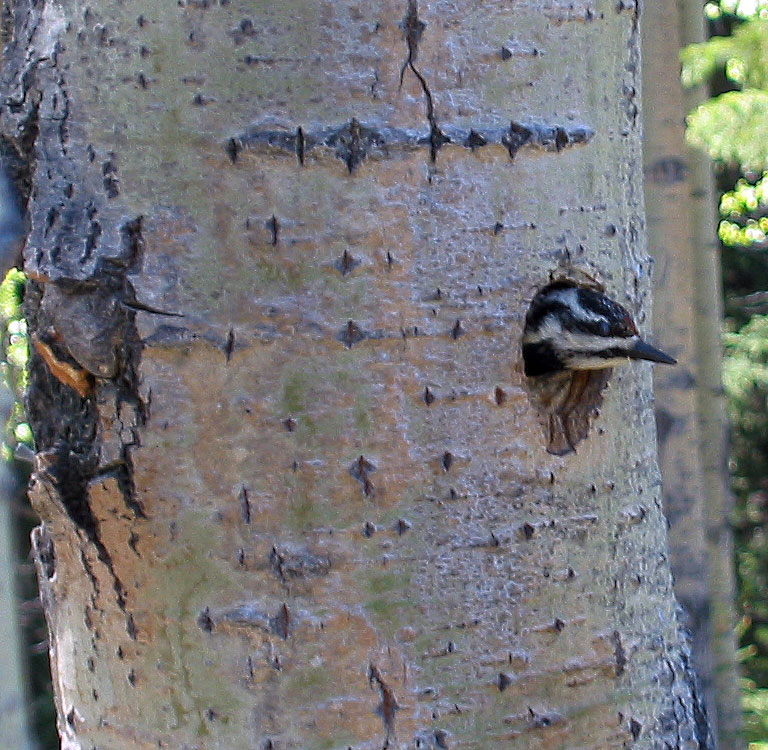
Hona gulbröstad savspett som tittar ut ur ett bohål.

## Status och hot
Arten har ett stort utbredningsområde och en stor population, men tros minska i antal, dock inte tillräckligt kraftigt för att den ska betraktas som hotad. Internationella naturvårdsunionen IUCN kategoriserar därför arten som livskraftig (LC). Världspopulationen utgörs av tio miljoner häckande individer.